# فرانك إي. وينسور
فرانك إي. وينسور (بالإنجليزية: Frank E. Winsor)‏ هو مهندس مدني ومهندس أمريكي، ولد في 16 نوفمبر 1870 في بروفيدنس في الولايات المتحدة، وتوفي في 30 يناير 1939 في نيوتن في الولايات المتحدة.